# NGC 1071
NGC 1071 est une vaste et lointaine galaxie spirale barrée située dans la constellation de la Baleine. NGC 1071 a été découverte par l'astronome américain Francis Leavenworth en 1886.

## Caractéristiques
Sa vitesse par rapport au fond diffus cosmologique est de 11 084 ± 15 km/s, ce qui correspond à une distance de Hubble de 163 ± 12 Mpc (∼532 millions d'al).
La classe de luminosité de NGC 1071 est I et c'est une galaxie active de type Seyfert 2 (Sy 2).